# Klausen (Eifel)

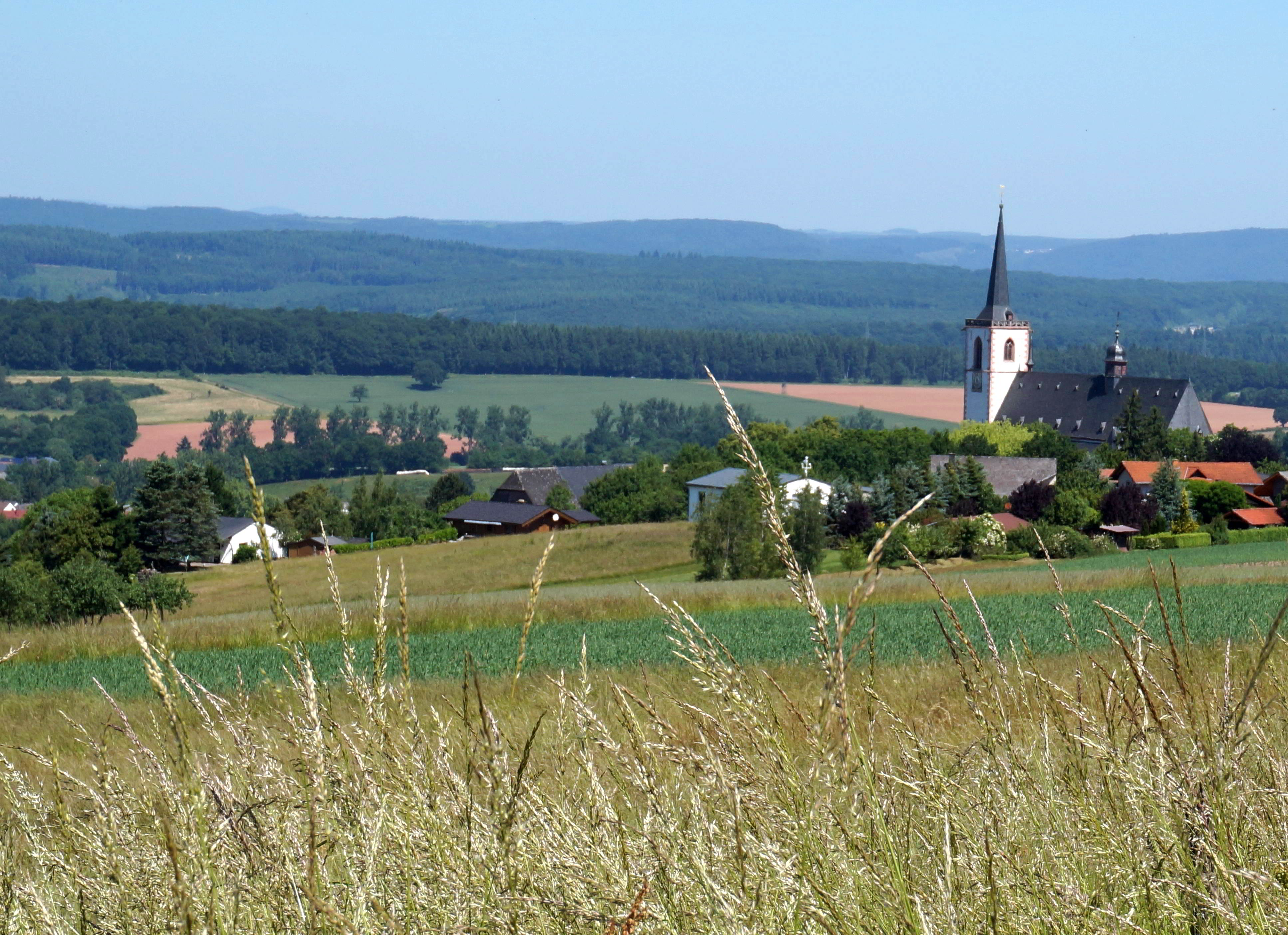
Klausen mit Blick in die Eifel

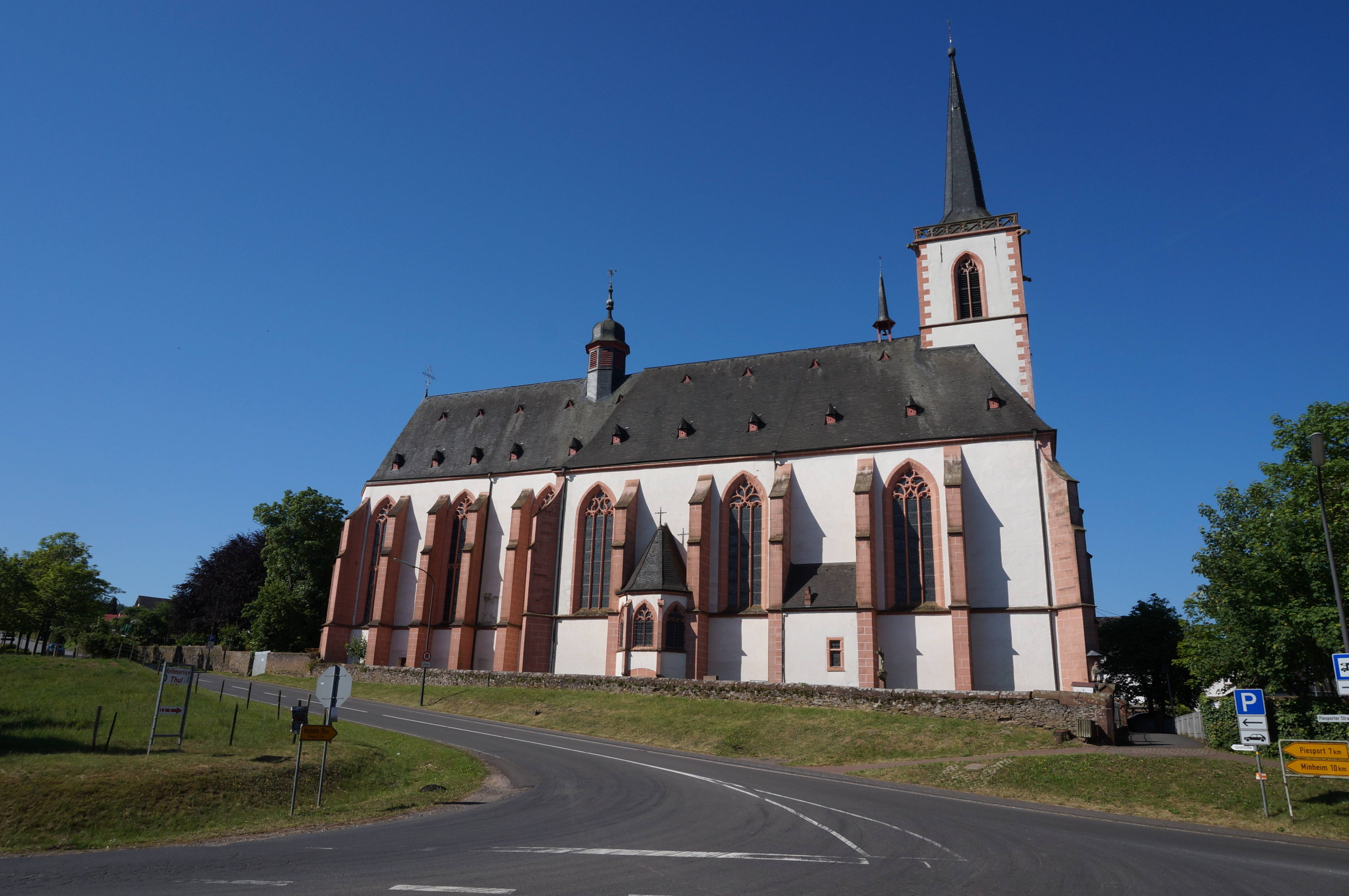
Wallfahrtskirche in Klausen

Klausen ist eine Ortsgemeinde im Landkreis Bernkastel-Wittlich in Rheinland-Pfalz. Sie gehört der Verbandsgemeinde Wittlich-Land an. Klausen ist Standort einer bekannten Marien-Wallfahrtskirche und ein staatlich anerkannter Erholungsort.

## Geographie

### Lage
Klausen liegt in der Moseleifel. Nächstgelegene Mittelzentren sind Bernkastel-Kues und Wittlich.
Zur Gemeinde Klausen mit den beiden Gemarkungen Pohlbach und Krames-Klausen gehören die Wohnplätze Pohlbacher Mühle, Forsthaus, Hof Weidenhaag und Neu-Minheim (ehemals Gemeinde Minheim).
Nachbargemeinden sind Altrich, Osann-Monzel, Minheim, Piesport, Rivenich, Esch, Sehlem und Salmtal.
Der Grönbach und der Kramesbach fließen der Salm zu.

### Klima
Der Jahresniederschlag beträgt 749 mm.

## Geschichte
Im Jahre 1442 fand Klausen eine erste Erwähnung, als der Marienverehrer Eberhard auf einer noch unbebauten Stelle (Ort der heutigen Kirche von Eberhardsklausen) eine Holzfigur aufstellte, die Maria mit dem vom Kreuz genommenen Jesus im Arme darstellte (Pietà). Die Figur wurde bald in ein so genanntes Marienhäuschen versetzt. Zwei Jahre später erfolgte die Errichtung der ersten Kapelle an der Stelle des Marienhäuschens. Am 25. März 1449 wurde die ab 1446 durch den Antwerpener Baumeister Cluys neu erbaute spätgotische Marienkirche vom Trierer Erzbischof Jakob I. von Sierck geweiht. Um 1480 kam der noch heute dort befindliche geschnitzte Hochaltar in die Kirche. Er ist eines der frühesten erhaltenen Beispiele der Antwerpener Retabelproduktion. Ein bei der Kirche erbautes Kloster der Augustiner-Chorherren der Windesheimer Kongregation (bekannt als Kloster Eberhardsklausen) wurde 1461 geweiht. Die Kirche entwickelte sich schon bald zum Ziel einer Wallfahrt, die bis heute regen Zulauf hat. Auf dem Kirchturm befindet sich das Eberhardsfässchen.
Im Zuge des Polnischen Erbfolgekriegs schlugen am 20. Oktober 1735 im Gefecht bei Klausen nahe Klausen kaiserliche Truppen unter dem Kommando Friedrich Heinrich von Seckendorffs ein von Marschall François de Franquetot de Coigny geführtes französisches Heer.
1802 erfolgte die Auflösung des Augustinerchorherrenstifts. Die Klosterkirche wurde zur Pfarrkirche, die auch die zahlreichen Pilger seelsorgerisch betreute. 1927 wurde die Pfarrei in Klausen zum Dekanat erhoben.
Seit 1946 ist der Ort Teil des damals neu gebildeten Landes Rheinland-Pfalz.
Die heutige Gemeinde Klausen wurde am 7. Juni 1969 aus den bis dahin eigenständigen und gleichzeitig aufgelösten Gemeinden Krames (damals 408 Einwohner) und Pohlbach (611 Einwohner) neu gebildet. Eberhardsklausen mit dem Klostergebiet war keine eigenständige Gemeinde, sondern gehörte teilweise zu Krames und teilweise zu Pohlbach. Bis zur Zusammenlegung der Gemeinden Pohlbach und Krames gab es nur die Pfarrei Klausen.
Im Jahre 1988 erhielt Klausen den ersten Landespreis im Wettbewerb „für vorbildliche ökologische Leistungen“ und wurde Bezirkssieger im Wettbewerb Unser Dorf soll schöner werden.

### Einwohnerentwicklung
Die Entwicklung der Einwohnerzahl von Klausen bezogen auf das heutige Gemeindegebiet; die Werte von 1871 bis 1987 beruhen auf Volkszählungen:
| Klausen (Eifel): Einwohnerzahlen von 1815 bis 2024 | Klausen (Eifel): Einwohnerzahlen von 1815 bis 2024 | Klausen (Eifel): Einwohnerzahlen von 1815 bis 2024 | Klausen (Eifel): Einwohnerzahlen von 1815 bis 2024 | Klausen (Eifel): Einwohnerzahlen von 1815 bis 2024 |
| -------------------------------------------------- | -------------------------------------------------- | -------------------------------------------------- | -------------------------------------------------- | -------------------------------------------------- |
| Jahr                                               |                                                    |                                                    |                                                    | Einwohner                                          |
| 1815                                               | 1815                                               |                                                    | 501                                                | 501                                                |
| 1835                                               | 1835                                               |                                                    | 654                                                | 654                                                |
| 1871                                               | 1871                                               |                                                    | 825                                                | 825                                                |
| 1905                                               | 1905                                               |                                                    | 766                                                | 766                                                |
| 1939                                               | 1939                                               |                                                    | 928                                                | 928                                                |
| 1950                                               | 1950                                               |                                                    | 994                                                | 994                                                |
| 1961                                               | 1961                                               |                                                    | 958                                                | 958                                                |
| 1970                                               | 1970                                               |                                                    | 1.041                                              | 1.041                                              |
| 1987                                               | 1987                                               |                                                    | 1.024                                              | 1.024                                              |
| 2005                                               | 2005                                               |                                                    | 1.343                                              | 1.343                                              |
| 2011                                               | 2011                                               |                                                    | 1.314                                              | 1.314                                              |
| 2017                                               | 2017                                               |                                                    | 1.385                                              | 1.385                                              |
| 2020                                               | 2020                                               |                                                    | 1.413                                              | 1.413                                              |
| 2024                                               | 2024                                               |                                                    | 1.521                                              | 1.521                                              |
|                                                    |                                                    |                                                    |                                                    |                                                    |

## Politik

### Gemeinderat
Der Gemeinderat in Klausen besteht aus 16 Ratsmitgliedern, die bei der Kommunalwahl am 9. Juni 2024 in einer Mehrheitswahl gewählt wurden, und dem ehrenamtlichen Ortsbürgermeister als Vorsitzendem.
Die Sitzverteilung im Gemeinderat:
| Wahl | SPD               | BL                | WGR               | Gesamt   |
| ---- | ----------------- | ----------------- | ----------------- | -------- |
| 2024 | per Mehrheitswahl | per Mehrheitswahl | per Mehrheitswahl | 16 Sitze |
| 2019 | –                 | 11                | 5                 | 16 Sitze |
| 2014 | –                 | 10                | 6                 | 16 Sitze |
| 2009 | –                 | 11                | 5                 | 16 Sitze |
| 2004 | 1                 | 7                 | 8                 | 16 Sitze |

- BL = Bürgerliste Klausen e. V.

### Ortsbürgermeister
Jürgen Weide wurde am 2. Juli 2024 Ortsbürgermeister von Klausen. Bei der Direktwahl am 9. Juni 2024 war er als einziger Bewerber mit einem Stimmenanteil von 91,2 % gewählt worden.
Vorgänger von Jürgen Weide waren (Amtszeit):
- Alois Meyer (2004–2024)[11][9]
- Hans-Josef Schmitt (1984–2004)[11]

### Wappen
| Wappen von Klausen | Blasonierung: „In Gold eine zur Kreuzblume erblühte blaue Lilie mit doppeltem grünen Fruchtknoten.“ |
| Wappen von Klausen | Wappenbegründung: Die blaue Lilie stellt den Bezug her zur Marienverehrung; die Kreuzblume als Stilelement der Gotik, Symbol für die weithin bekannte, spätgotische Hallenkirche. Der doppelte Fruchtknoten, Symbol für die beiden ehemaligen, zu einer Gemeinde zusammengeschlossenen Gemeinden Krames und Pohlbach. |

## Kultur und Sehenswürdigkeiten
Sehenswert sind die Wallfahrtskirche Maria Heimsuchung,
das ehem. Dominikanerinnenkloster Mater Dolorosa,
die Filialkirche St. Margaretha in Pohlbach oder
die Katholische Kirche St. Thomas in Krames.
In den alten Ortskernen gibt es teilweise noch Einhäuser.

Sehenswürdigkeiten
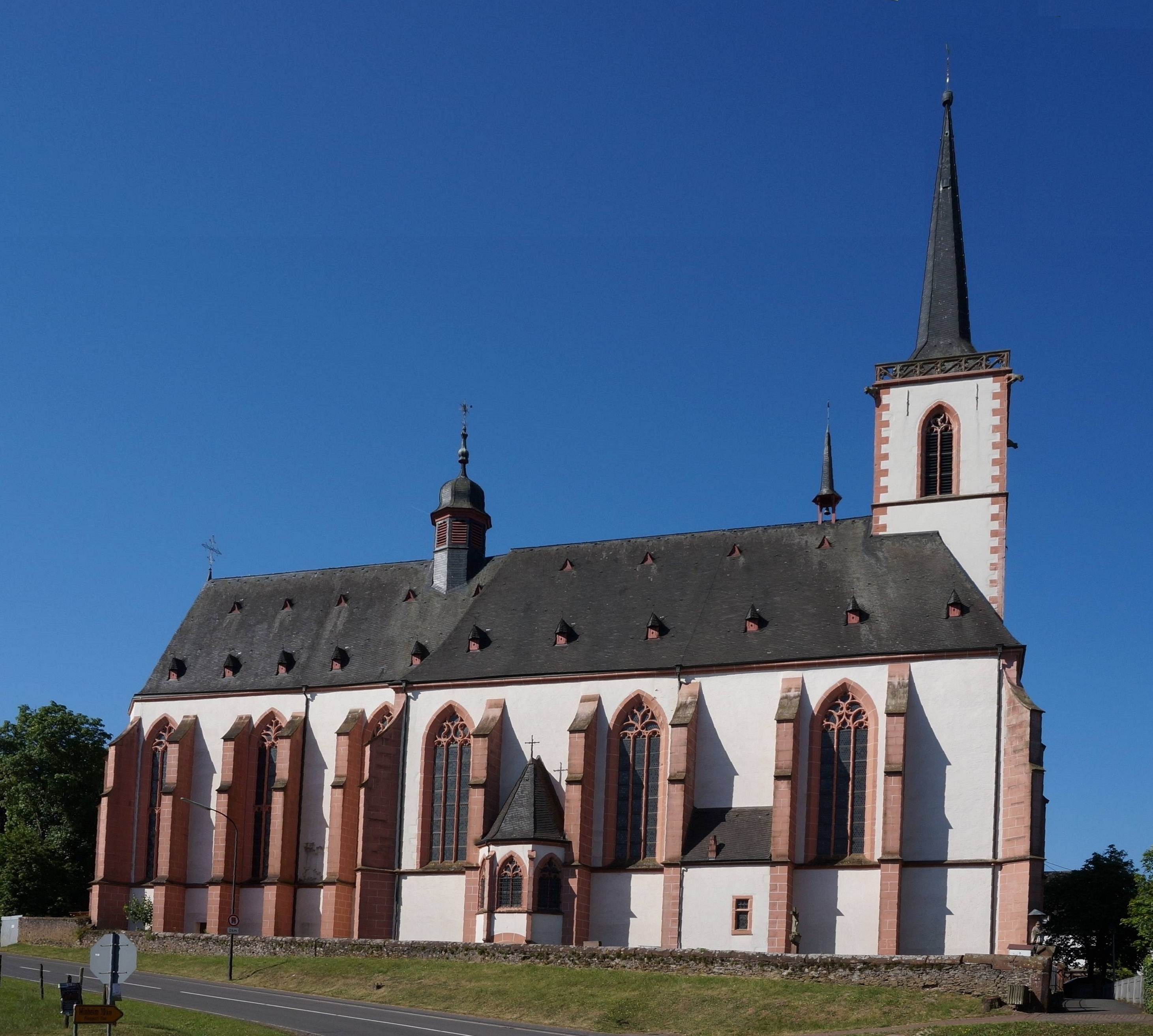
Wallfahrtskirche Maria Heimsuchung
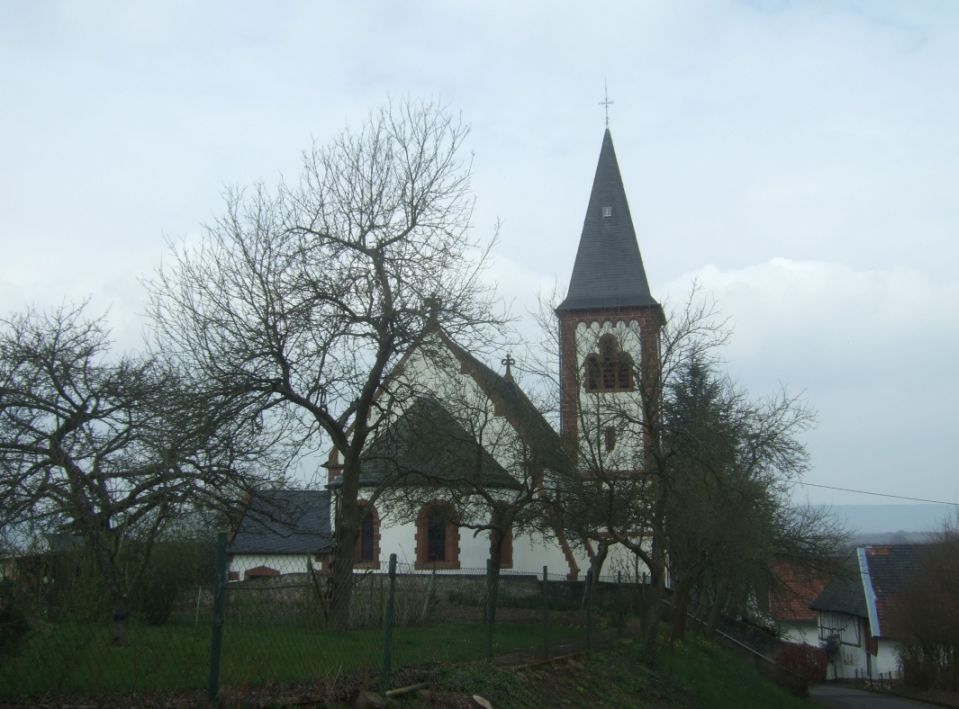
Filialkirche in Krames
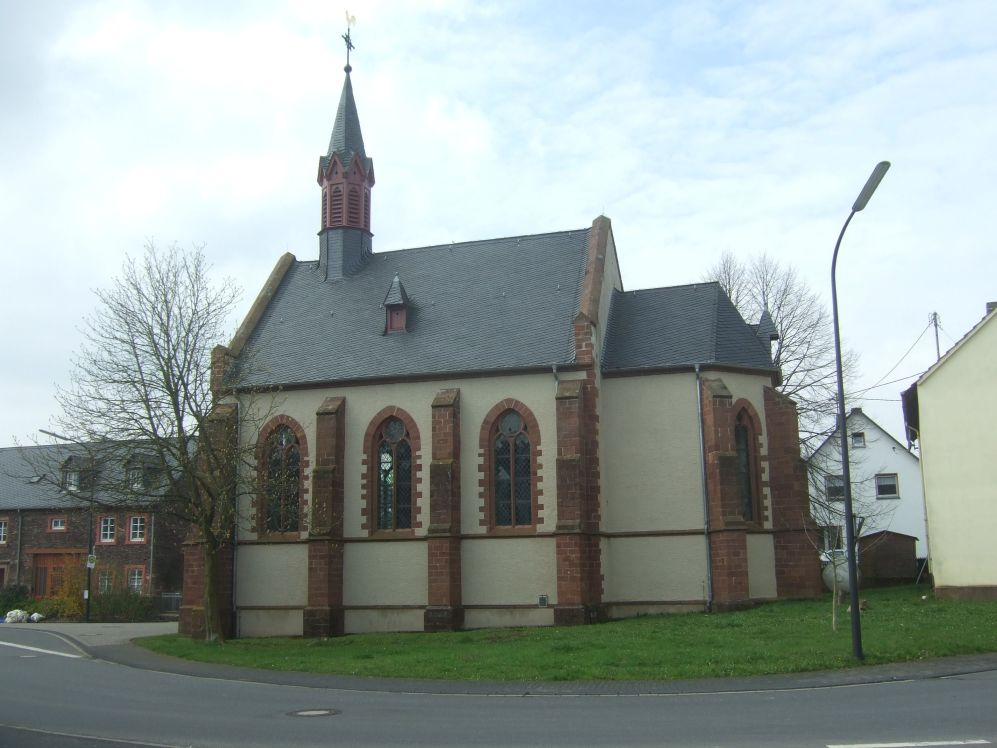
Filialkirche in Pohlbach
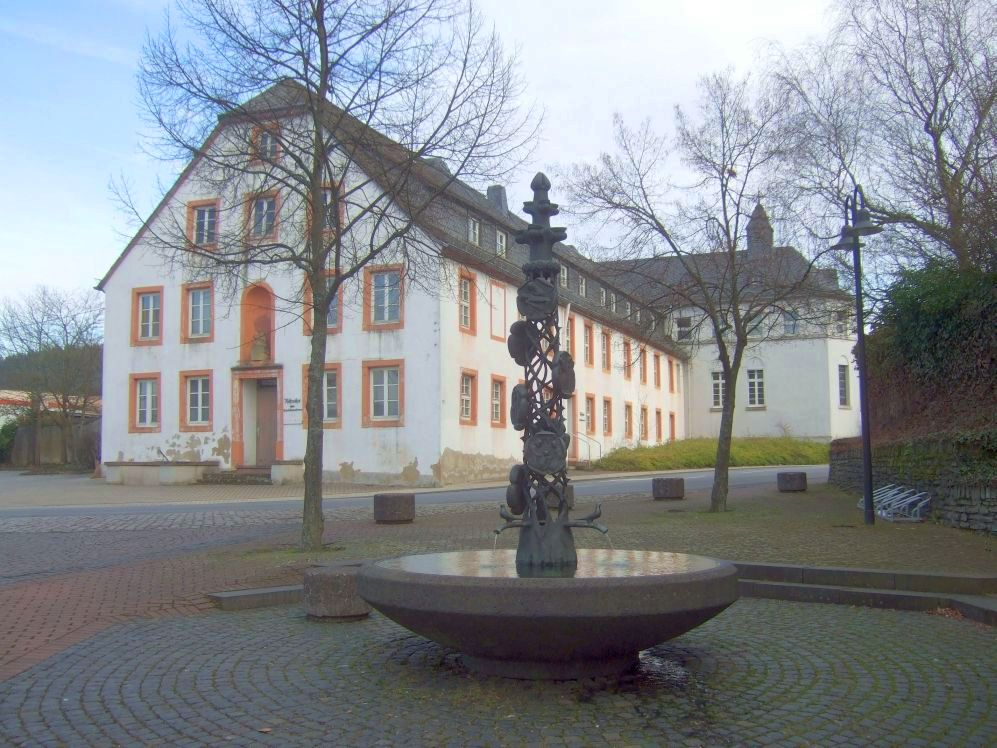
ehem. Kloster in Klausen, vorne der Marienbrunnen
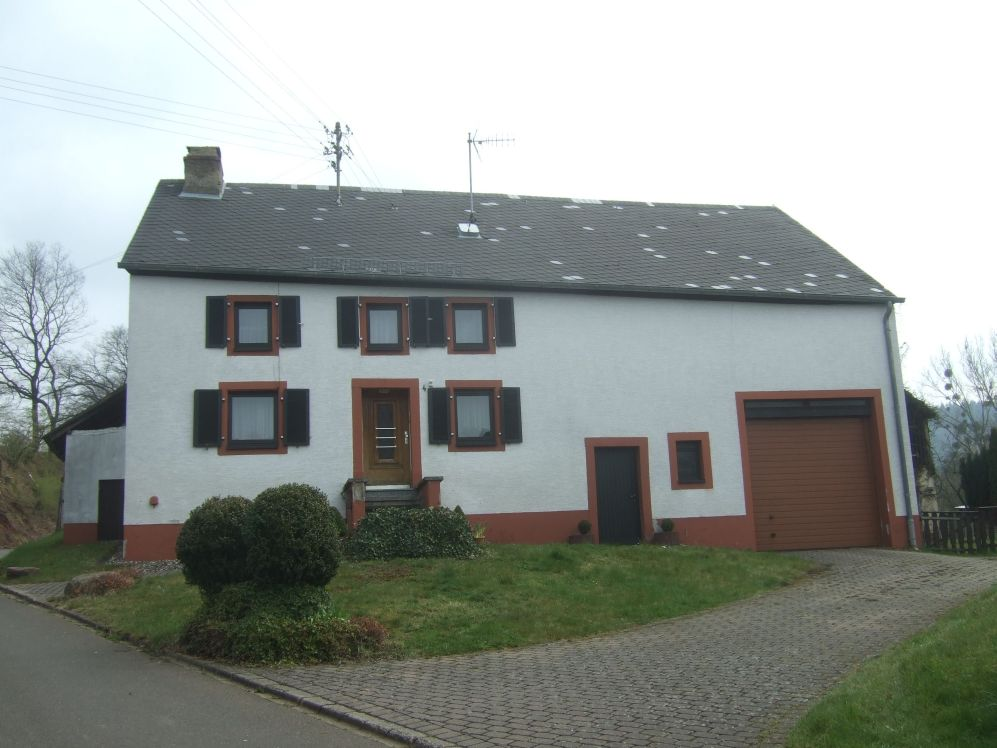
Bauernhaus in Pohlbach

Siehe auch Liste der Kulturdenkmäler in Klausen

## Wirtschaft und Infrastruktur
Klausen verfügt über ein rund 60 km langes Wanderwegenetz.

### Verkehr
Klausen ist durch die 1 km entfernte Anschlussstelle Salmtal an die Autobahn A1 angeschlossen. Die Landesstraßen L 47 (von Trier nach Machern) und L 50 (von Piesport nach Binsfeld) verlaufen direkt durch den Ort und stellen die Verbindung zu den Nachbargemeinden her: Salmtal im Norden, Piesport im Süden, Esch und Sehlem im Westen und Osann-Monzel im Osten.

### ÖPNV
Klausen liegt in Wabe 338 des Verkehrsverbundes Region Trier (VRT) und verfügt über insgesamt 5 Bushaltestellen.
Die Buslinie 304 der Rhein-Mosel Verkehrsgesellschaft (RMV) verbindet Klausen über Altrich mehrmals täglich (samstags nur einmal täglich; nicht sonntags) mit der Kreisstadt Wittlich, wo am Zentralen Omnibusbahnhof Umsteigemöglichkeit in alle Richtungen besteht.
Die nächsten Regionalbahnhöfe sind Salmtal und Sehlem (Kr Wittlich) an der Moselstrecke, beide etwa 5 km von Klausen entfernt. Der Hauptbahnhof von Wittlich, etwa 15 km von Klausen entfernt, ist der nächste Fernbahnhof. Er ist mit dem Bus durch einmaliges Umsteigen am Busbahnhof Wittlich zu erreichen.

## Persönlichkeiten
- Heinrich Voltmann (1830–1909), Orgelbauer, lebte von 1850 bis 1909 in Klausen und betrieb dort eine Orgelbauwerkstatt
- Anton Turk (1868–1940), deutsch-österreichischer Orgelbauer